# أدريان بيلامي
أدريان بيلامي (بالإنجليزية: Adrian Bellamy)‏ هو رائد أعمال بريطاني، ولد في عقد 1940 في إنجلترا في المملكة المتحدة.

## وصلات خارجية
- أدريان بيلامي على موقع إن إن دي بي (الإنجليزية)